# Brezje pri Raki
Brezje pri Raki je naselje v Občini Krško.